# 渋川正陽
渋川 正陽（しぶかわ まさてる、明和8年〈1771年〉 - 文政4年6月14日〈1821年7月13日〉）は、江戸時代後期の江戸幕府天文方。通称は勝次郎・富五郎。法号は一哉。
川口春芳の子。天明7年（1787年）、17歳で天文方渋川正清の養子となる。寛政4年（1792年）、将軍徳川家斉への拝謁が許され、その7年後の寛政11年（1799年）に家督を継いで天文方となる。実子として男子が4人、女子が3人いたが、すべて早世したため、文化5年（1808年）に同じ天文方の高橋至時の次男景佑を養子に迎えた。翌年に39歳で隠居し、その2年後に出家して一哉と号した。

## 系譜
- 父：川口春芳
- 母：不詳
- 養父：渋川正清
- 妻：不詳
- 子女：男子4人、女子3人
- 養子
  - 男子：渋川景佑 - 高橋至時の次男